# Amenophis (Hohepriester des Amun)
Amenophis, auch Imenhotep oder Amenhotep, war ein „Hoherpriester des Amun“, der unter Ramses IX. (ca. 1125 bis 1107 v. Chr.) bis Ramses XI. (1103 bis 1070 v. Chr.) amtierte und eine Schlüsselrolle im Bürgerkrieg am Ende der 20. Dynastie spielte. Wegen der mageren Quellen sind die Ereignisse jedoch nur schwer rekonstruierbar.
Amenophis war der Sohn seines Amtsvorgängers Ramsesnacht, der noch im 2. Regierungsjahr von Ramses IX. in seinem Amt bezeugt ist. Im 10. Jahr desselben Herrschers ist dann allerdings Amenophis auf Reliefs im Karnak-Tempel in diesem Amt dokumentiert. Er trat in der Zwischenzeit die Amtsnachfolge an. Unter Ramses IX. erscheint er zudem mehrmals als Richter in Grabräuberprozessen. Er wird auch im Zusammenhang mit dem Streik der Arbeiter von Deir el-Medineh genannt. Dort nimmt er die Beschwerden von Arbeitern entgegen. Die Grabräuberpapyri erwähnen in den folgenden Jahren einen „Krieg gegen Amenophis“, der wohl von dem Vizekönig von Kusch, Panehesi, angeführt wurde. Dies geschah vermutlich kurz vor dem 12. Jahr von Ramses XI. Amenophis wurde dabei „sechs Monate unterdrückt“. Danach findet er keine Erwähnung mehr und sein weiteres Schicksal bleibt unbekannt.